# ФИБА Океания
ФИБА Океания — зона ФИБА, которая состоит из 21 национальной баскетбольной федерации.

## Национальные команды
- Австралия
- Американское Самоа
- Вануату
- Восточный Тимор
- Гуам
- Кирибати
- Маршалловы Острова
- Микронезия
- Науру
- Новая Зеландия
- Новая Каледония
- Норфолк
- Острова Кука
- Палау
- Папуа — Новая Гвинея
- Самоа
- Северные Марианские Острова
- Соломоновы Острова
- Таити
- Тонга
- Тувалу
- Фиджи

## Три лучшие сборные зоны ФИБА Океания
После 10 сентября 2023 года
| Место | Сборная        | Очки  |
| ----- | -------------- | ----- |
| 4     | Австралия      | 755.8 |
| 21    | Новая Зеландия | 507.2 |
| 76    | Гуам           | 121.4 |